# Feodora Reuß jüngere Linie

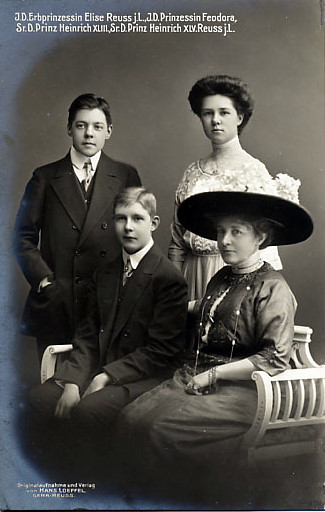
Feodora mit ihrer Mutter und ihren Brüdern

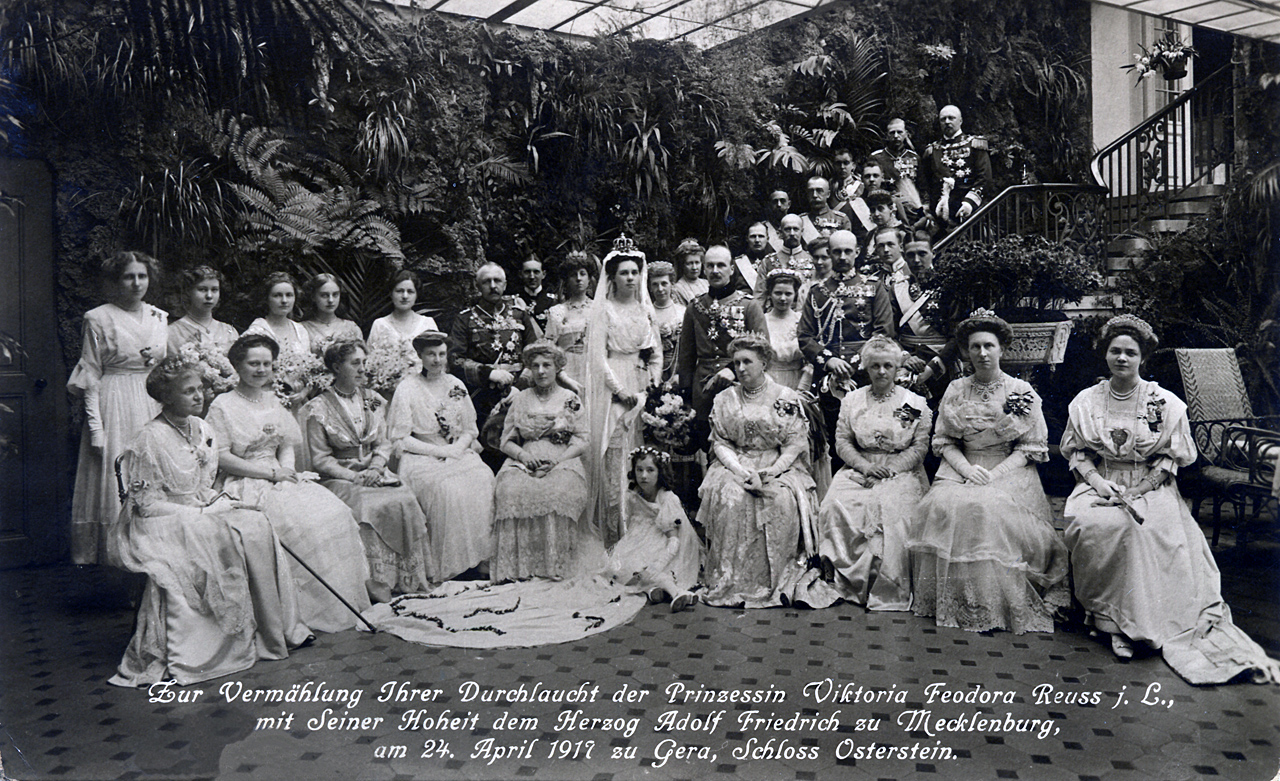
Hochzeitsbild

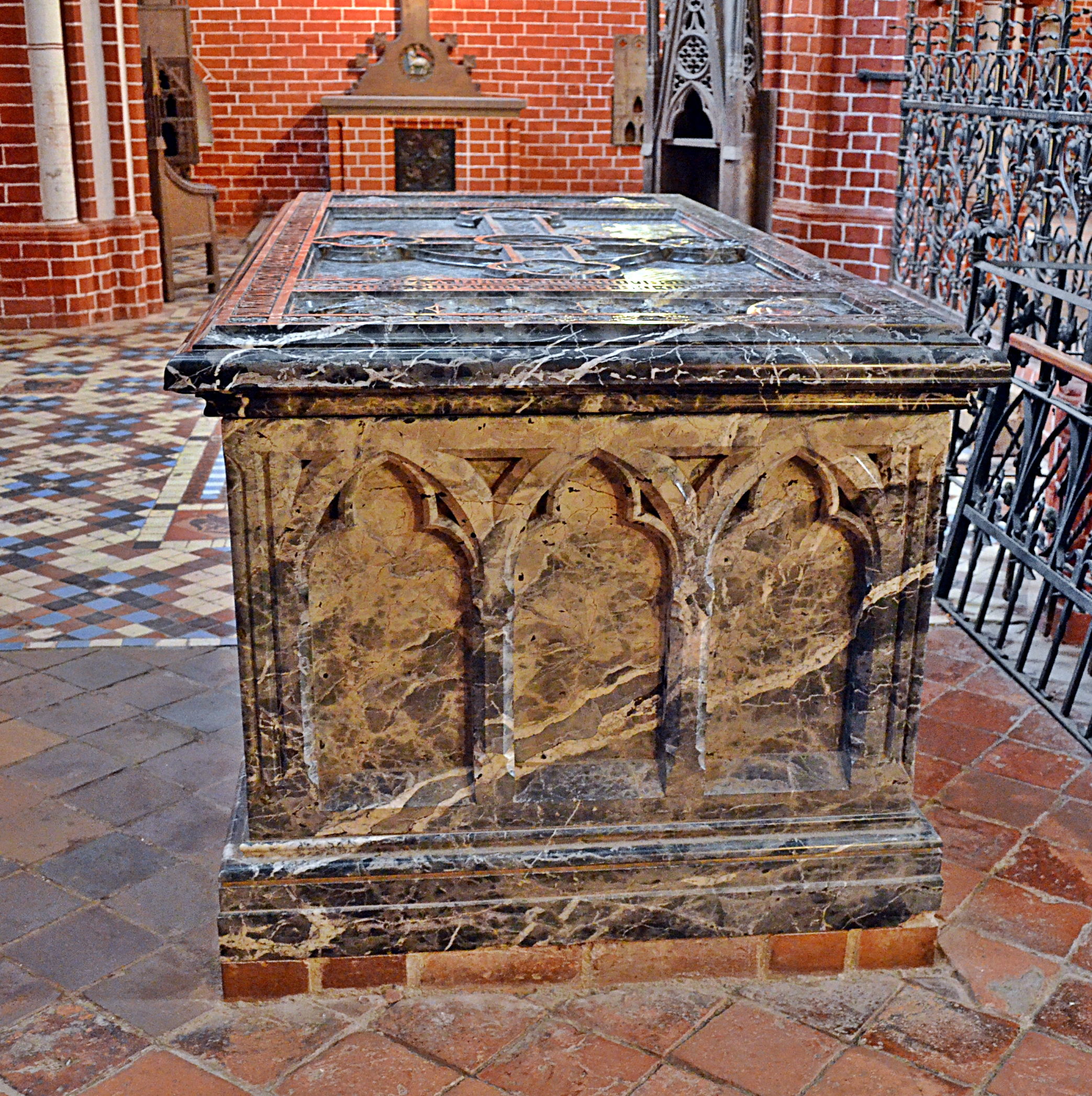
Grab im Doberaner Münster

Victoria Feodora, Prinzessin Reuß jüngere Linie, auch Viktoria Feodora, vollständiger Name Victoria Feodora Agnes Leopoldine Elisabeth (* 21. April 1889 in Potsdam; † 18. Dezember 1918 in Rostock) war eine Prinzessin aus dem Haus Reuß (jüngere Linie) und durch Heirat Herzogin zu Mecklenburg.

## Leben
Feodora war die älteste Tochter von Fürst Heinrich XXVII. (Reuß jüngere Linie) und seiner Frau Elise, geb. Prinzessin zu Hohenlohe-Langenburg. Heinrich XLV. (Reuß jüngere Linie) war ihr jüngster Bruder.
Am 24. April 1917 heiratete sie in Gera Herzog Adolf Friedrich zu Mecklenburg. Ihre Hochzeit war die letzte Fürstenhochzeit auf Schloss Osterstein. Sie starb am 18. Dezember 1918, einen Tag nach der Geburt ihrer Tochter Woizlawa-Feodora, und wurde in der Pribislaw-Kapelle im Doberaner Münster beigesetzt. Es war die letzte Beisetzung im Münster.
Nach ihr ist die denkmalgeschützte Villa Feodora im Stülower Weg in Bad Doberan benannt, die Adolf Friedrich 1924 kaufte und in der er und seine Familie bis 1945 lebten.